# Ercole al centro della terra
Hercule în centrul Pământului (titlu original:  Ercole al centro della terra, redenumit în SUA ca Hercules in the Haunted World) este un film italian din 1961 regizat de Mario Bava despre eroul grec Hercule.  Rolurile principale au fost interpretate de actorii Leonora Ruffo ca Deianira, culturistul britanic Reg Park  ca Hercule și  actorul britanic Christopher Lee ca Lico, adversarul lui Hercule. Scenariul este scris de Bava,  Sandro Continenza, Franco Prosperi și Duccio Tessari.

## Prezentare
La întoarcerea sa în Italia din mai multe aventuri, marele războinic Hercule află că iubita său, prințesa Deianira (Daianara) și-a pierdut mințile. Potrivit oracolului Medea  (Gaia Germani), singura speranță a Daianarei este "Piatra uitării" care se află departe  în tărâmul lui Hades. Hercule, însoțit de doi tovarăși, Theus și Telemachus, începe  o călătorie periculoasă pentru a găsi piatra. În tot acest timp, Hercule nu știe că gardianul Dianarei, regele Lico, este responsabilul pentru starea ei și că acesta plănuiește s-o ia el de mireasă după vindecarea ei. Lico este, de fapt, în legătură cu forțele întunecate ale lumii de dincolo, iar Hercule trebuie să-l oprească.
Punctul culminant este atunci când Hercule  zdrobește capul lui Lico cu un bolovan gigantic și aruncă cu pietre la fel de mari într-o armată de zombi.

## Distribuție
- Reg Park ca Hercule
- Christopher Lee ca Regele Lico
- Leonora Ruffo ca Deianira
- George Ardisson ca Theseus
- Marisa Belli ca Aretusa
- Ida Galli ca Persephone
- Mino Doro ca Keros
- Gaia Germani ca Medea
- Franco Giacobini ca Telemachus
- Rosalba Neri ca Helena

## Producție
Filmat în  Cinecittà, regizorul Mario Bava a folosit unele elemente de decor din filmul anterior   Ercole alla conquista di Atlantide în care de asemenea apare actorul Reg Park.

## Lansare și primire
Hercules in the Haunted World a fost lansat în Italia la 16 noiembrie 1961. A fost lansat cinematografic în SUA în aprilie 1964. Vocea actorului Christopher Lee a fost dublată de un alt actor pentru versiunea în limba engleză a acestui film. În versiunea  italiană,  Lee dublează propria sa voce.  A avut premiera la 27 aprilie 1962 în Germania și la  9 mai 1962 în Franța.
Într-o recenzie contemporană, Globe & Mail se referă la acesta ca fiind "un film italian mai ales înspăimântător" datorită jocului actoricesc al lui Reg Parks și "haosul adus mitologiei". Recenzia mai descrie dublajul în engleză ca fiind "aproape fără credibilitate."
Dintr-o vedere retrospectivă, Monthly Film Bulletin afirmă că, "astăzi filmul lui Bava reușește să nu arate foarte mult ca o proprie  imitație ieftină a sa. Asta din cauza inventivității regizorului de a crea splendori vizuale cu puține lumini și ceva fum dar și ca rezultat al unui scenariu aproape arogant de complex din care fragmente pline de semnificații par să scape în toate direcțiile."
Allmovie scrie că "Hercules in the Haunted World este aproape un film bun atât cât se putea face cu un astfel de buget în sub-genul  filmului de acțiune cu eroi mitologici. Chiar dacă sună ca o laudă slabă, nu aceasta a fost intenția, pentru că în general Hercule nu poate urca mai sus datorită  numeroaselor limitări ale genului (și ale bugetului), cu toate acestea  va provoca fiori fanilor acestor gen de filme și chiar oferă și celorlalți privitori un număr de elemente foarte valoroase la care să reflecteze." În cartea sa  Regizori italieni de filme de groază, Louis Paul descrie filmul ca pe "o combinație colorată între un peplum atletic musculos și propria fascinație a lui Bava pentru imagini gotice."
Este considerat de unii ca fiind punctul culminant al filmului italian peplum. Filmul a avut încasări de 398 milioane de lire italiene,   cu un mare succes în străinătate.

## Titlul în alte limbi
- franceză – Hercule contre les vampires  (Hercule contra vampirilor)
- germană - Vampire gegen Herakles

## Moștenire
Odată cu acest film a apărut un sub-gen scurt al cinematografiei, acela al  peplum cu elemente   horror. Filme despre care se consideră că aparțin acestui sub-gen sunt The Witch's Curse (regia Riccardo Freda) și  Maciste contro il vampiro (regia Sergio Corbucci și  Giacomo Gentilomo).
Opera Theater Oregon a angajat compozitorul Patrick Morganelli să scrie o piesă companion a acestui film, Hercules vs. Vampires, care a avut premiera la Portland în 2010. În aprilie 2015 lucrarea a fost pusă în scenă la Los Angeles Opera și în 2017  la  Arizona Opera.